# Convair 990
Convair 990 Coronado — американский дальнемагистральный реактивный авиалайнер. Разработан компанией Convair на основе предыдущей модели Convair 880 по заказу авиакомпании American Airlines и является его удлинённой на 3 м модификацией. Пассажировместимость увеличена до 96—121 человек. Серийно производился в 1961—1963 годах, выпущено 37 самолётов. Самолёт не смог конкурировать с имеющимися на рынке Boeing 707 и Douglas DC-8, производство было прекращено. Вследствие малого объёма выпуска моделей 880/990 корпорация Convair потеряла $185 млн, потраченных на разработку, и ушла с рынка коммерческих авиалайнеров.

## Разработка. Конструкция самолёта
Самолёт был разработан по заказу авиакомпании American Airlines, которая запросила вариант самолёта для беспосадочных перелетов между побережьями США (Нью-Йорк — Лос-Анджелес) с учетом полёта против встречного западного ветра и крейсерской скоростью 635 миль/час (1022 км/час). Также авиакомпания запросила увеличение пассажировместимости самолёта по сравнению с моделью Convair 880. По планам Convair самолет должен был экономить пассажирам 45 минут на маршруте Нью-Йорк — Лос-Анджелес по сравнению с Boeing 707 и DC-8.
В результате фюзеляж самолёта Convair 880 был удлинён на 3 метра, изменена конструкция крыла. Компоновка салона осталась прежней — 5 кресел в ряд, в отличие от 6 кресел у конкурентов. Увеличился взлётный вес, возросла скорость. Установлены турбовентиляторные двигатели General Electric CJ-805-23. Отличительной особенностью была установка вентилятора в задней части двигателя. Как и на Convair 880, двигатели были шумными, менее экономичными, чем у конкурентов, и производили много дыма.

## Эксплуатация

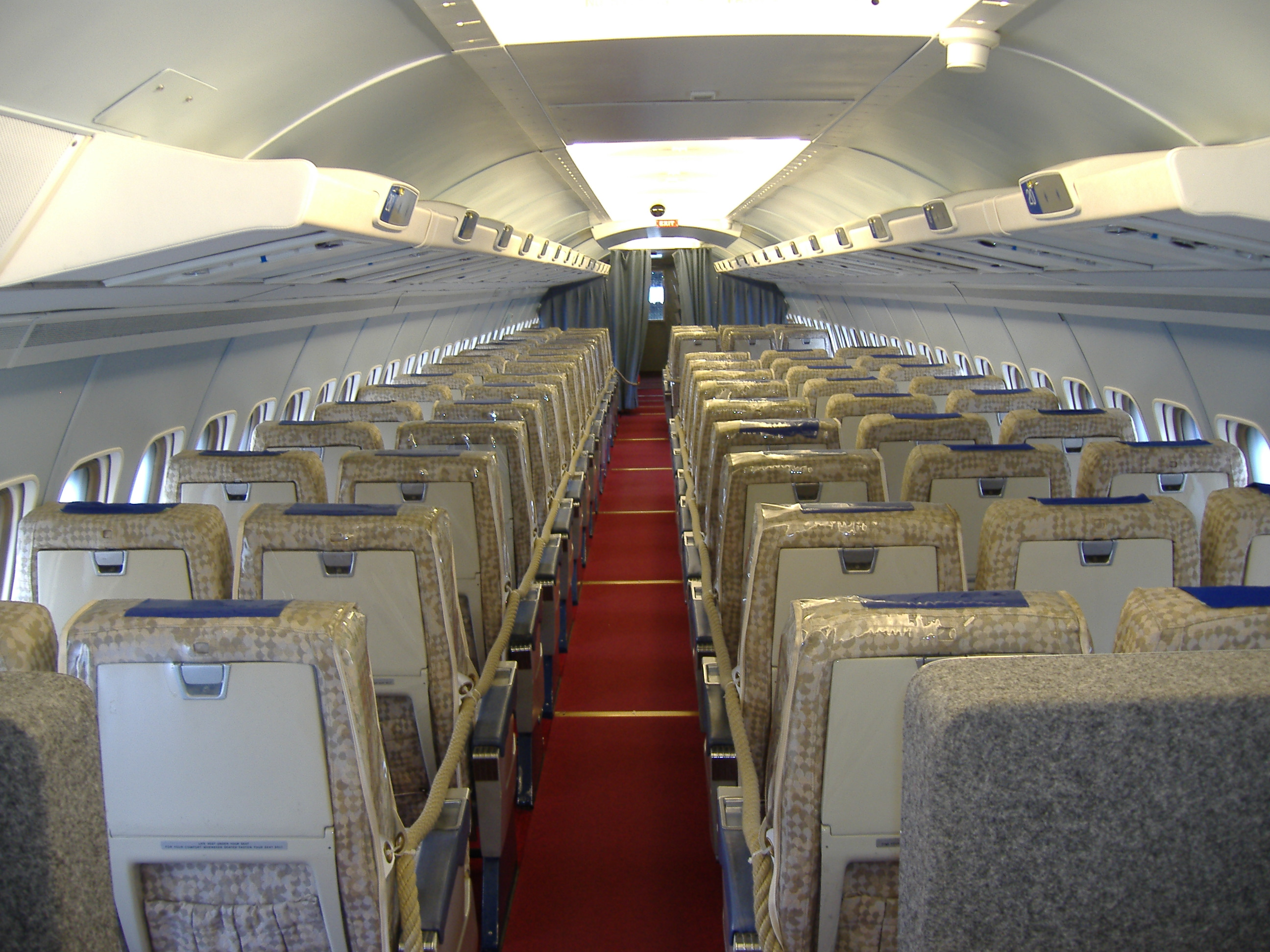
Салон Convair 990 а/к Swissair

Самолёты эксплуатировались как на внутриамериканских, так и на международных дальних линиях рядом авиаперевозчиков США и других стран. Convair 990 не оправдал ожиданий заказчиков и не мог эксплуатироваться с крейсерской скоростью 1000 км/ч ввиду чрезмерного расхода топлива, не обеспечивающего заявленную дальность полета. В ходе испытаний  были выявлены флаттер пилонов двигателей и высокое сопротивление, что ограничивало крейсерскую скорость до 933 км/ч, в результате были проведены усовершенствования, плодом этих работ стала усовершенствованная модель 990А с гарантированной крейсерской скоростью 999 км/ч. В ходе испытаний была достигнута скорость 1030 км/ч, но максимальная крейсерская скорость в эксплуатации была ограничена на уровне 960 км/ч, при этом расход составлял внушительные 7650 кг/час. В связи с этим основной заказчик авиакомпания American Airlines уменьшила свой заказ. В результате самолет эксплуатировался на крейсерской скорости 892 км/ч, что снижало расход топлива до 5800 кг/час для модели 990А . При аналогичном расходе топлива самолет практически не имел преимуществ в скорости над Boeing 707 и DC-8, а по пассажировместимости им уступал. Крупные авиакомпании эксплуатировали Convair 990 до 1975 года. В последующем эти самолеты были перепроданы чартерным авиакомпаниям, которые увеличили вместимость до 149 мест. Часть самолетов были переделаны в грузовые. Чартерные авиакомпании ради экономии топлива снижали крейсерскую скорость до 830 км/ч . Испанская авиакомпания Spantax с середины 1970-х эксплуатировала самый крупный флот Convair 990 в количестве 14 самолетов, последний рейс этой авиакомпании на Convair 990 был выполнен в марте 1987 года.  22 ноября 1968 года Convair 990 авиакомпании Modern Air Transport совершил первую для пассажирского реактивного авиалайнера посадку на антарктической станции Мак-Мердо. Это был специальный кругосветный рейс продолжительностью 26 дней с посещением всех континентов и пролётом над обоими полюсами, каждый пассажир заплатил 10 000$ за путешествие. Список операторов самолёта:
- Aerolíneas Peruanas S.A.
- Air France
- Alaska Airlines
- AREA Ecuador
- Cathay Pacific
- Ciskei International Airways
- Denver Ports of Call
- Garuda Indonesian Airways
- Internord
- Lebanese International Airways
- Middle East Airlines
- Modern Air Transport
- NASA
- Nomads Travel Club
- Nordair
- Northeast
- SAS
- Spantax
- Swissair
- Thai Airways International
- VARIG / Real-Aerovias

## Катастрофы
По данным сайта Aviation Safety Network по состоянию на 15 марта 2019 года в общей сложности в результате катастроф и серьёзных аварий были потеряны 11 самолётов Convair CV-990. Convair CV-990 пытались угнать 1 раз, при этом никто не погиб. Всего в этих происшествиях погибли 247 человек.
| Дата     | Бортовой номер | Место катастрофы | Жертвы   | Краткое описание |
| -------- | -------------- | ---------------- | -------- | --- |
| 30.05.63 | N5616          | Ньюарк           | 0/0      | Уничтожен огнём на стоянке.                                                                                             |
| 30.05.63 | PK-GJA         | у Бомбея         | 1+29/29  | Упал спустя 4,5 минуты после взлёта, практически вертикально.                                                           |
| 28.12.68 | OD-AEW         | Бейрут           | 0/0      | Уничтожен израильскими коммандос на стоянке в числе 14-ти других самолётов в ответ на теракт в Афинах.                  |
| 28.12.68 | OD-AEX         | Бейрут           | 0/0      | Уничтожен израильскими коммандос на стоянке в числе 14-ти других самолётов в ответ на теракт в Афинах.                  |
| 05.01.70 | EC-BNM         | Стокгольм        | 5/10     | Разбился при взлёте с одним неисправным двигателем, возможные причины — ошибка экипажа или попадание в ветровой сдвиг.  |
| 21.02.70 | HB-ICD         | у Вюренлингена   | 47/47    | После взлёта в хвостовой части сработало взрывное устройство, самолёт разбился при попытке возврата на аэродром вылета. |
| 08.08.70 | N5630          | Акапулько        | 1/8      | Совершил посадку до ВПП, столкнулся с посадочными огнями и загорелся.                                                   |
| 03.12.72 | EC-BZR         | Тенерифе         | 155/155  | Разбился во время набора высоты в условиях практически нулевой видимости.                                               |
| 05.03.73 | EC-BJC         | Нант             | 68+0/107 | Столкнулся с DC-9 из-за ошибок пилота последнего.                                                                       |
| 12.04.73 | N711NA         | Моффетт          | 11/11    | Борт NASA. При заходе на посадку столкнулся с P-3C.                                                                     |
| 10.09.73 | N7876          | Хагатна          | 0/4      | Совершил посадку за 500 метров до ВПП в СМУ, ошибки экипажа.                                                            |
| 17.07.85 | N712NA         | Риверсайд        | 0/19     | Борт NASA. Во время взлёта произошло разрушение двух пневматиков шасси, экипаж прервал взлёт, начался пожар.            |

## Лётно-технические характеристики
- Экипаж: 4
- Пассажировместимость: 96 — 149
- Длина: 42,49 м.
- Размах крыльев: 36,58 м.
- Высота: 11 м.
- Вес пустого: 54690 кг
- Максимальный взлётный вес: 114759 кг
- Силовая установка: 4 × ТРДД General Electric CJ805-23 тягой 71,6 kN каждый
- Максимальная скорость: 1000 км/ч на высоте 6460 м
- Крейсерская скорость: 895 км/ч на высоте 10667 м
- Дальность: 5785 км.
- Практический потолок: 12496 м.